# Javier Gómez Bermúdez
Salvador Francisco Javier Gómez Bermúdez (Álora, 3 d'agost de 1962) és un magistrat espanyol, membre del Consell General del Poder Judicial i ex-president de la Sala Penal de l'Audiència Nacional, encarregada de temes de terrorisme. Fou l'encarregat de jutjar i dictar sentència contra els acusats per l'atemptat de Madrid de l'11 de març de 2004 atribuït a Al-Qaeda.

## Biografia
Nascut a Álora (Màlaga) el 3 d'agost de 1962, és el segon de cinc fills, d'una familia amb antecedents de jutges. L'avi de Gómez Bermúdez, fou jutge durant la Segona República Espanyola fins a l'entrada de les tropes del General Franco que el detingueren i el feren passar cinc anys a la presó. El pare i diferents germans de Javier, també han estudiat dret.
Un cop acabada la carrera de dret a la Universitat de Granada, Gómez Bermúdez comença la seva carrera judicial a les localitats de Torrox (Màlaga), Montilla (Còrdova) i Roquetas de Mar (província d'Almeria) fins que acabà coma jutge degà a Almeria.
El 1999, aconsegueix la plaça de magistrat a la secció primera de l'Audiència Nacional on se li encarreguen diferents casos relacionats amb el terrorisme i el narcotràfic. La seva popularitat comença quan decideix reservar la tarda del divendres per informar a les víctimes del terrorisme de l'evolució dels judicis. Aquest fet li reportà guanyar el premi Víctimes del Terrorisme del País Basc l'any 2004. Aquell mateix any fou nomenat president de la sala primera de l'Audiència Nacional.
És el jutge que va promoure la doctrina Parot i el que dicta sentència contra els militants d'ETA que assassinaren a Gregorio Ordóñez i Miguel Ángel Blanco, així com contra els que atemptaren contra el diputat del PSOE Eduardo Madina.
També fou el responsable de jutjar la cédula espanyola involucrada en els atemptats de l'11-S a Nova York i va presidir el judici contra el conegut com a Comando Dixan a més d'una desena més de casos relacionats amb el terrorisme de caràcter islàmic.
Probablement, l'actuació més coneguda de Gómez Bermúdez fou la de presidir i dictar sentència del macrojudici contra els acusats d'atemptar als trens de rodalia de Madrid l'11 de març de 2004. Durant el judici foren conegudes les seves intervencions per demanar un millor rendiment als traductors de l'espanyol a l'àrab, per renyar als advocats que intentaven aprofundir en la teoria de la conspiració que volia relacionar ETA amb els atemptats de l'11-M, o per demanar perdó en els casos que creia que no havia respectat suficientment el dret dels advocats.